# Elisa Maria Damião
Pour les articles homonymes, voir Damião.
Elisa Maria Ramos Damião, née le 10 septembre 1946 à Alcobaça et morte le 7 mai 2022, est une femme politique portugaise.
Membre du Parti socialiste, elle siège au Parlement européen de 1998 à 2004 et à l'Assemblée de la République de 1987 à 1999.